# Afropipistrellus grandidieri
Afropipistrellus grandidieri is een vleermuis uit het geslacht Afropipistrellus die voorkomt in de tropische delen van Afrika. Deze soort is pas in 2007 als een aparte soort geïdentifieerd, na een lange periode van verwarring met voornamelijk Laephotis capensis. Er bestaan twee ondersoorten: Afropipistrellus grandidieri angolensis (Hill, 1937), die tot nu toe gevonden is in Kameroen, Angola en Malawi, en Afropipistrellus grandidieri grandidieri (Dobson, 1876) uit Burundi, Kenia, Tanzania inclusief Zanzibar en waarschijnlijk Oeganda. A. g. angolensis is iets groter en de eerste valse kies in de bovenkaak (P1) ontbreekt nog vaker dan bij A. g. grandidieri. In totaal zijn er 29 exemplaren bekend.

## Kenmerken
Deze vleermuis heeft een korte vacht (ca. 3 mm) die aan de bovenkant van het lichaam lichtbruin tot bruin en aan de onderkant iets lichter is. De oren en vleugels zijn donker, het staartmembraan is bruin. De punten van de oren zijn rond. Bij A. g. grandidieri bedraagt de voorarmlengte 31,0 tot 36,0 (gemiddeld 34,1) mm, het gewicht 6,3 tot 11,8 (7,8) g en de schedellengte 12,3 tot 13,7 (13,2 mm), bij A. g. angolensis bedraagt de voorarmlengte 33 tot 37 (34,7) mm, het gewicht 6,3 tot 11,8 (7,8) g en de schedellengte 12,3 tot 13,7 (13,2) mm.